# Catedral de Sameba
A Catedral de Sameba, conhecida oficialmente como a Catedral da Santíssima Trindade de Tiblíssi (em georgiano , ტაძარი წმინდა სამების საკათედრო ტაძარი Tbilisis ts'minda samebis sak'atedro t'adzari ) é a principal catedral da Igreja Ortodoxa Georgiana localizada em Tiblíssi, capital da Geórgia. Construída entre 1995 e 2004, é a terceira catedral ortodoxa mais alta do mundo. Sameba é uma síntese dos estilos tradicionais dominantes na arquitectura religiosa georgiana em vários estágios da história e possui algumas nuances bizantinas.

## Construção

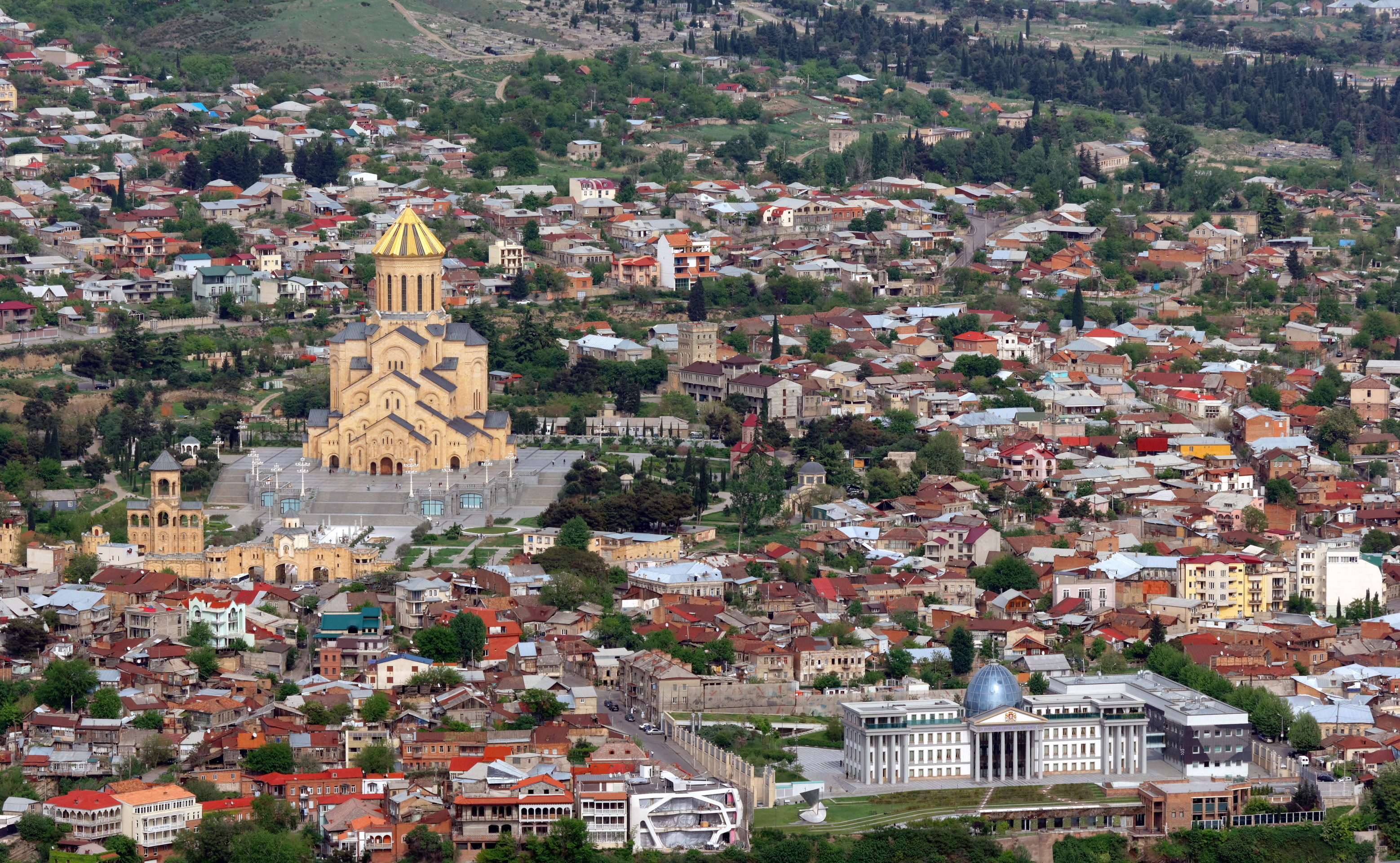
Tbilisi. Holy Trinity Cathedral (Sameba) and Presidential Palace

A ideia de construir uma nova catedral para comemorar os 1500 anos da Igreja Ortodoxa da Geórgia e 2000 anos desde o nascimento de Jesus surgiu em 1989. Em maio desse mesmo ano, foi anunciada uma competição internacional para o projecto. A construção da catedral, que começou em 23 de novembro de 1995, foi nove anos depois foi consagrada pelo Patriarca da Igreja Ortodoxa da Geórgia, o Patriarca de toda a Geórgia, Elijah II e os altos representantes das Igrejas Ortodoxas do mundo. A cerimónia também contou com a presença de líderes de outras comunidades religiosas e confessionais na Geórgia, bem como líderes políticos. A catedral é construída, pelo menos em parte, de terra que incluía o que havia sido um antigo cemitério arménio chamado Khojavank. O cemitério teve uma vez uma igreja arménia destruída durante o período soviético por ordens de Lavrenti Beria. A maioria das lápides e monumentos do cemitério também foram destruídos e o cemitério tornou-se um parque recreativo. No entanto, o cemitério ainda continha muitos dos seus túmulos quando começou a construção da Catedral de Sameba. De acordo com um autor, o cemitério foi tratado com "desrespeito escandaloso", com ossos e lápides que apareceram espalhados por todo o canteiro de obras.

## Arquitectura
A Catedral da Santíssima Trindade de Tiblíssi fica na colina de Elia, que sobe na margem esquerda do rio Kura (Mtkvari), no distrito histórico de Avlabari, na cidade velha de Tiblíssi. Projectado em um estilo georgiano tradicional, mas com uma maior ênfase vertical, e "considerado uma monstruosidade por muitas pessoas, é igualmente reverenciado por muitos outros". A catedral tem um plano cruciforme com uma cúpula em um transepto que repousa em oito colunas. Ao mesmo tempo, os parâmetros da cúpula são independentes, o que dá uma aparência mais monumental à cúpula e à igreja em geral. A cúpula é coroada por uma cruz com ouro dourado de 7,5 metros de altura.
A catedral consiste em nove capelas (capelas dos Arcanjos, João Batista, San Nino, São Jorge, São Nicolau, os Doze Apóstolos e Todos os Santos); cinco delas estão localizadas em um grande compartimento subterrâneo, que ocupa 35 550 metros cúbicos. A altura é de 13 metros. A área total da catedral, incluindo o seu grande nartex, é de 5000 metros quadrados e o volume que ocupa é de 137 metros cúbicos. O interior da igreja mede 56 metros por 44 metros, com uma superfície interior de 2380 metros quadrados. A altura da catedral do chão até o topo da cruz é de 105,5 metros.

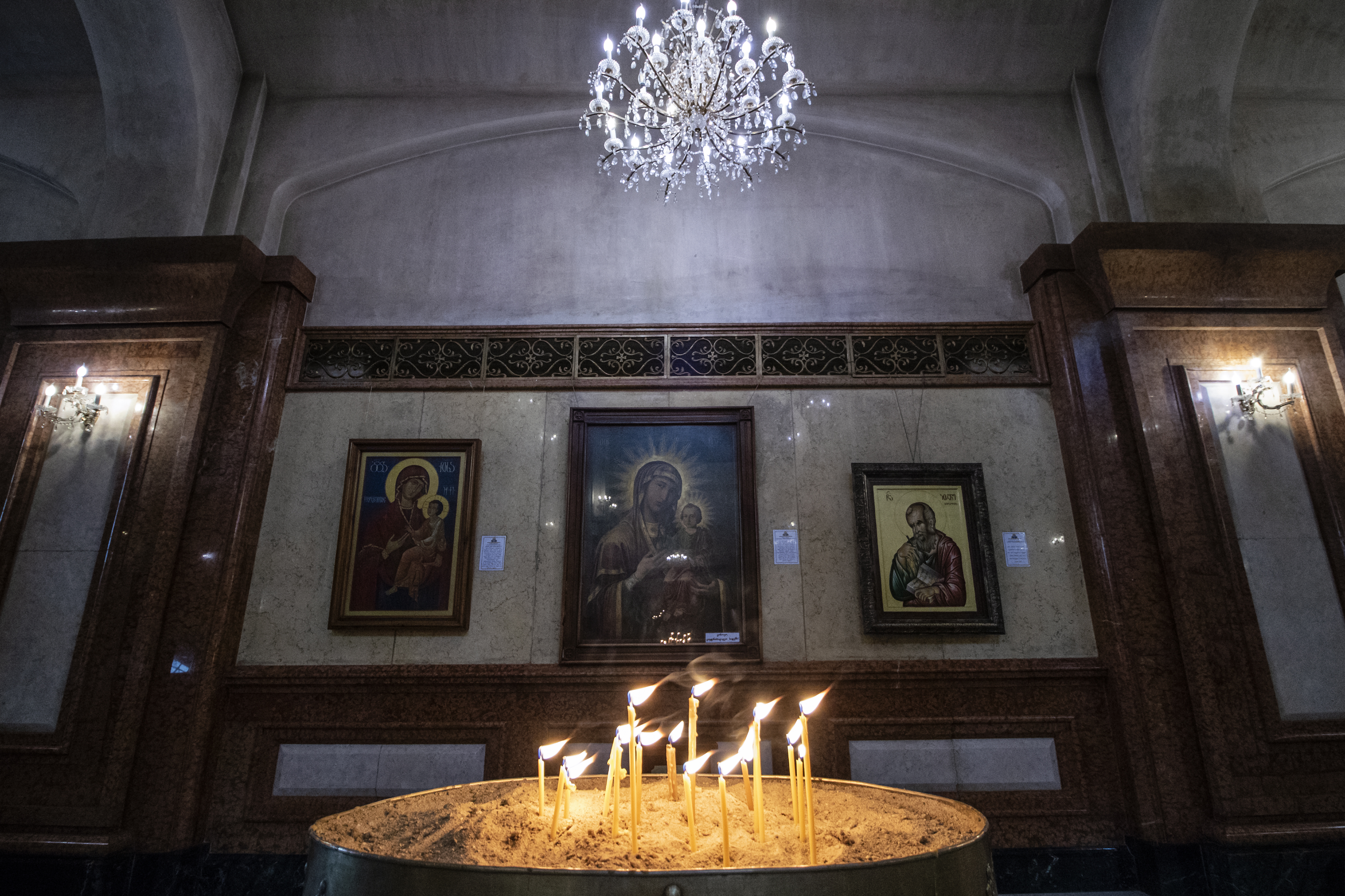
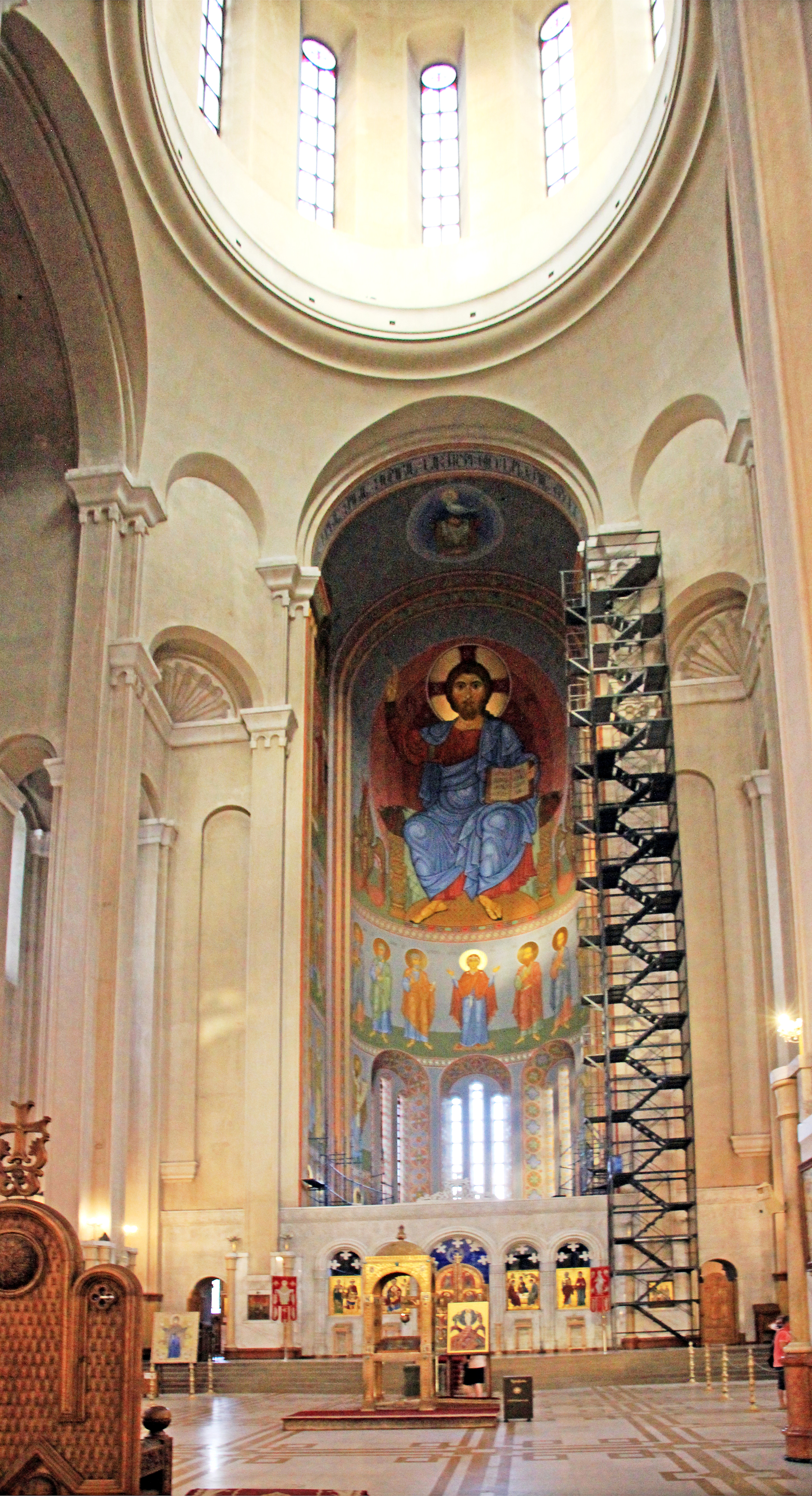
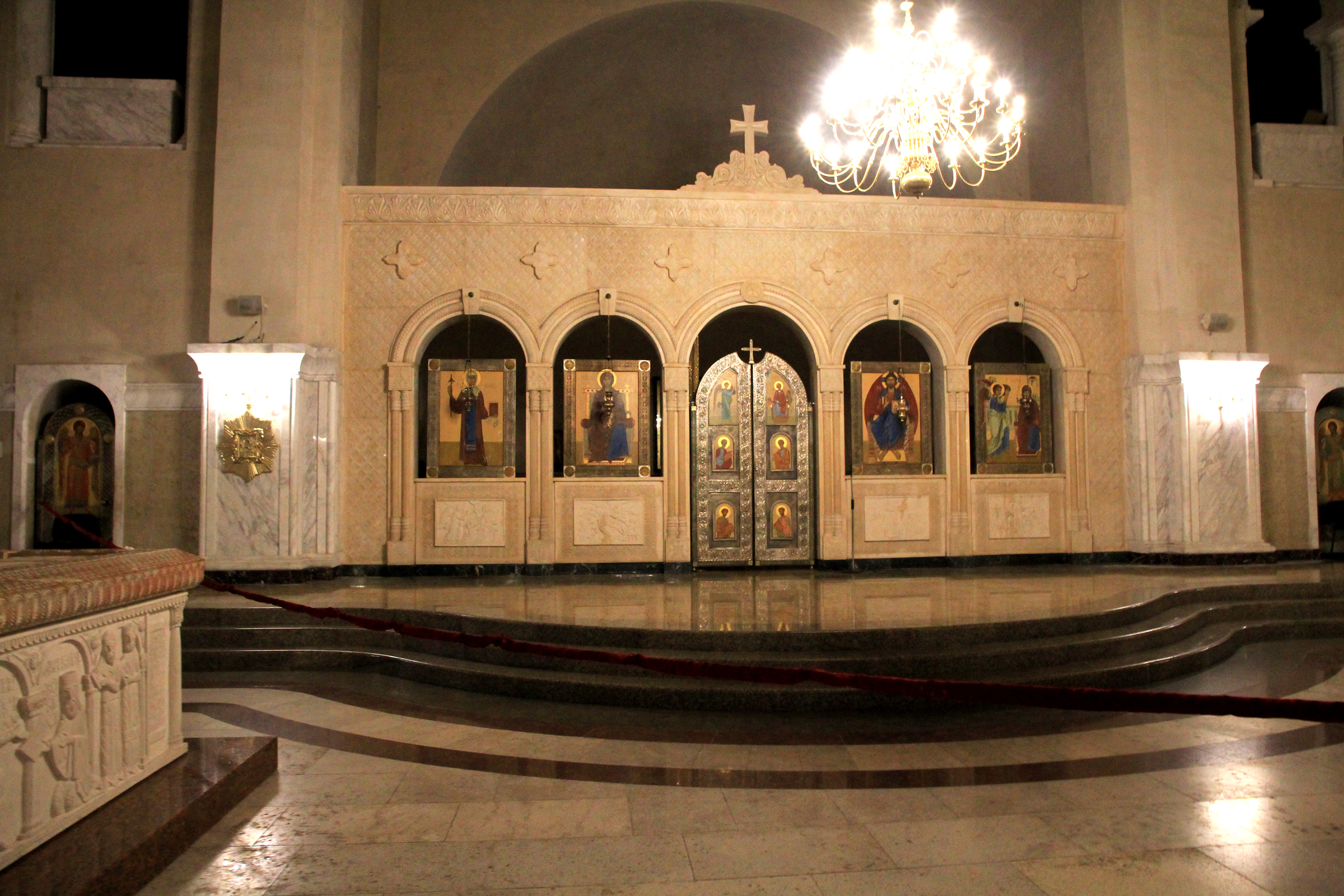
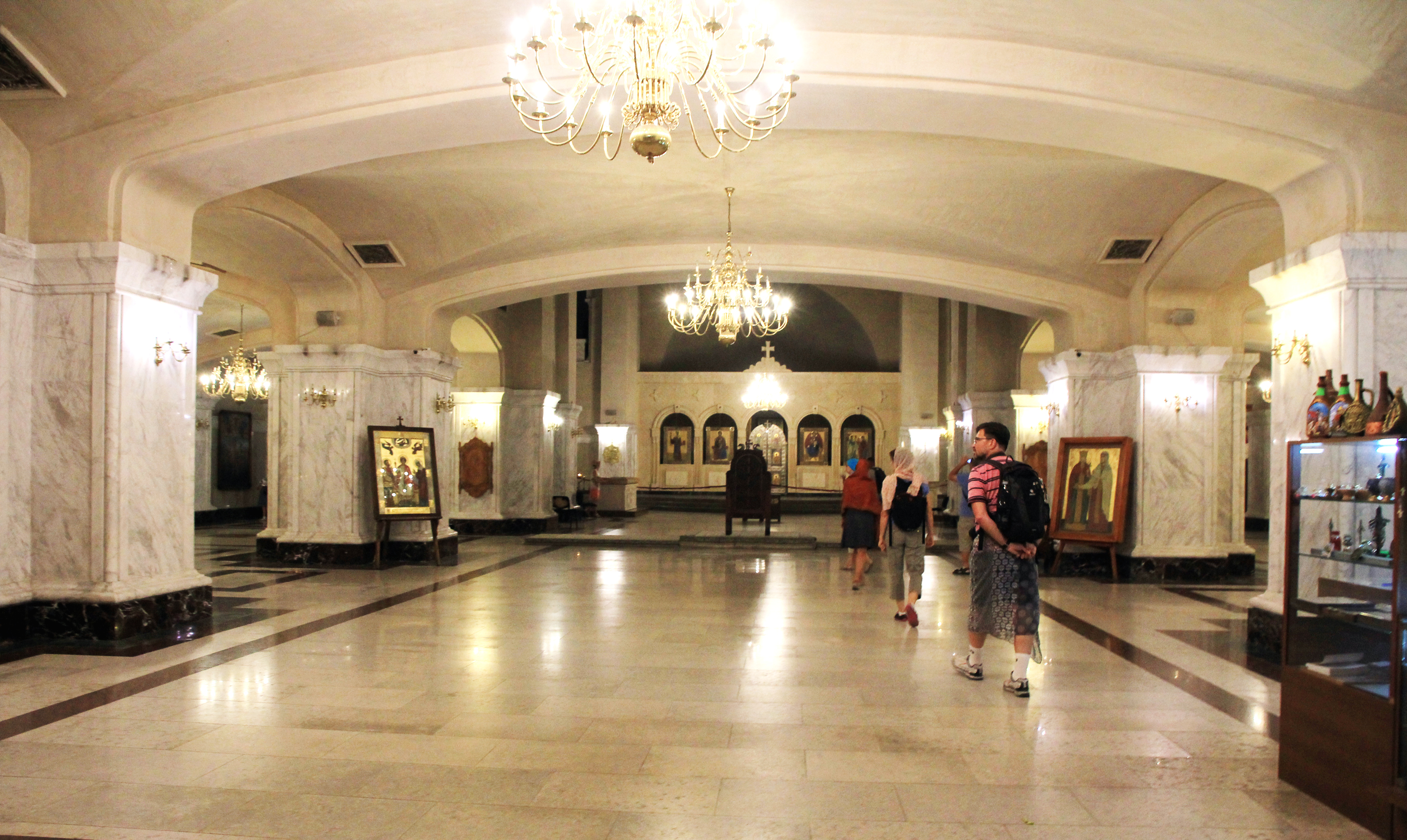